# Honda Airwave
La Honda Airwave est un break compact fabriqué et vendu au Japon par le constructeur automobile Honda. Disponible en deux ou quatre roues motrices, il est basé sur une plate-forme de Fit Aria et est diffusé de 2005 à 2010.  
Il possède un dérivé utilitaire, le Honda Partner, commercialisé de mars 2006 à septembre 2010. Il remplace le Honda Partner de première génération, qui était le dérivé commercial du break Honda Orthia. 